# 361 до н. е.

## Події
- Спартанський цар Агесілай ІІ здійсював військову експедицію до Єгипту, де на запрошення фараона Тахоса готувався до війни з Персією. Потому перейшов на бік його суперника та племінника Нектанеба II.
- Платон відвідував Сиракузи на запрошення свого друга Діона.
- Консулами Риму були обрані Гай Ліциній Кальв Столон і Гай Сульпіцій Петік. Вони призначили диктатором Тита Квінкція Пена Капітоліна Криспіна. Вели війну з генріками та галлами.
- Китайський політик Шан Ян перейшов на службу до Сяо-ґуна, правителя держави Цінь.

## Народились
- Лісімах, тілоохоронець Олександра Македонського, діадох.

## Померли
- (приблизно) Дінарх, афінський оратор і політик.

| рік | Це незавершена стаття про рік. Ви можете допомогти проєкту, виправивши або дописавши її. |